# 克莉希·菲特
克莉希·瑪莉亞·菲特（英語：Chrissie Marie Fit，1984年4月3日—），是一位美國女演員和歌手，以知名電影《歌喉讚2》飾演轉學生Flo一角而出名。

## 簡介
菲特出生於佛羅里達州邁阿密，在海厄利亞長大，她是瑪麗亞·克里斯蒂娜和Miguel Fit的女兒，她是傳統的古巴。

## 電影
| 年分 | 中文譯名     | 英文譯名         |
| ---- | ------------ | ---------------- |
| 2009 | 穿越國境     | Crossing Over    |
| 2013 | 青春沙灘電影 | Teen Beach Movie |
| 2015 | 歌喉讚2      | Pitch Perfect 2  |
| 2017 | 歌喉讚3      | Pitch Perfect 3  |

## 外部連結
- 克莉希·菲特在互联网电影资料库（IMDb）上的資料（英文）
- 克莉希·菲特的X（前Twitter）
- 克莉希·菲特的Instagram帳戶
- 克莉希·菲特 （页面存档备份，存于）的YouTube